# Hohenlohe-Langenburg

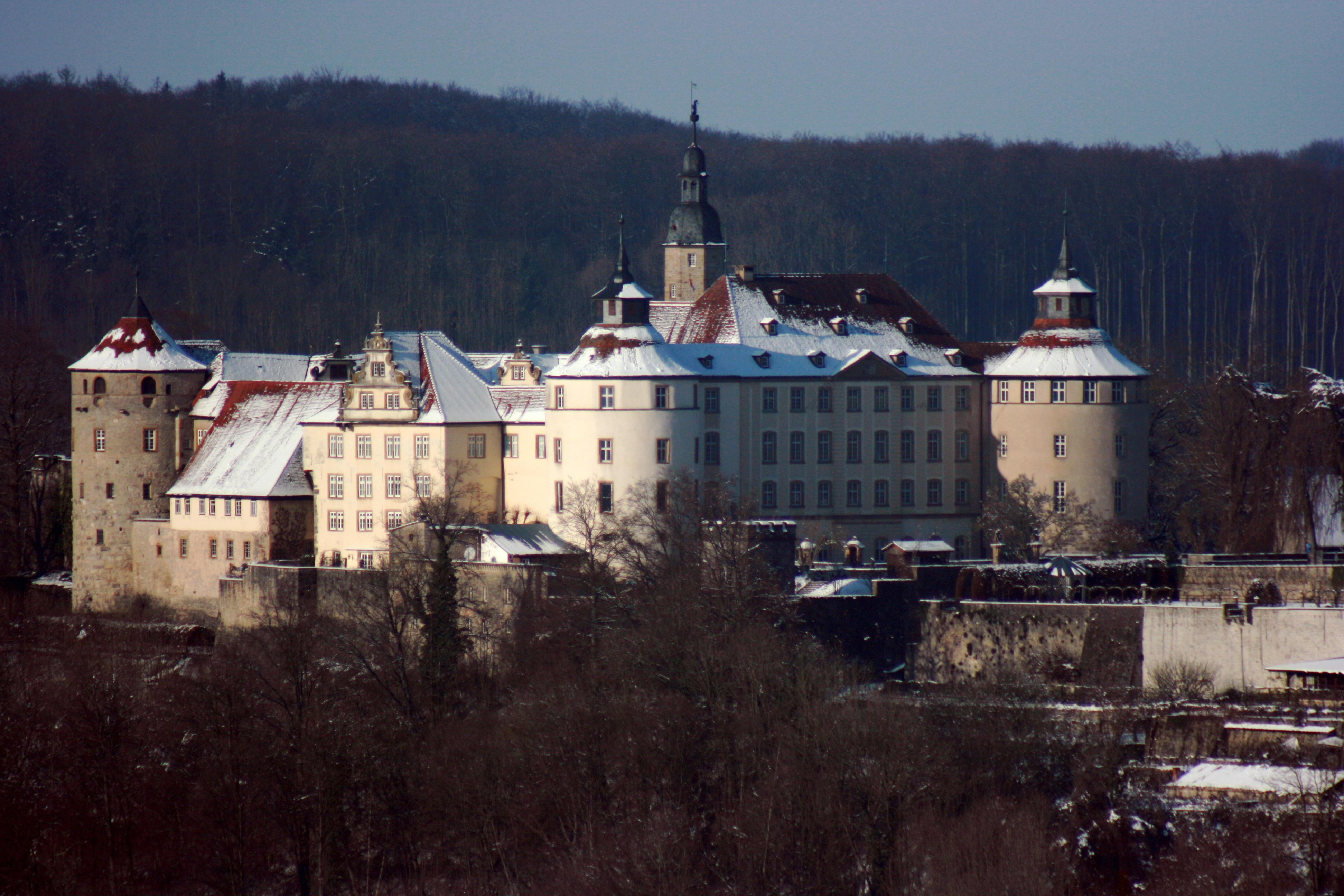
Castillo de Langenburg.

Hohenlohe-Langenburg fue un condado alemán del noreste de Baden-Wurtemberg, Alemania, localizado en los alrededores de Langenburg.
Hohenlohe-Neuenstein, una rama protestante de la familia Hohenlohe, fue dividido en Hohenlohe-Langenburg, Hohenlohe-Ingelfingen y Hohenlohe-Kirchberg en 1701. Hohenlohe-Langenburg fue elevado de condado a principado en 1701 y fue mediatizado a Wurtemberg en 1806.
La Casa de Hohenlohe-Langenburg permaneció protestante y continúa estrechamente relacionada con las dinastías protestantes dirigentes de Europa. La reina Adelaida, esposa del rey Guillermo IV del Reino Unido era un Hohenlohe-Langenburg del lado materno y su primo el príncipe Ernesto, se casó en 1828, con Feodora de Leiningen, hermana materna de la futura Reina Victoria. En 1896, el nieto de Feodora, otro príncipe Ernesto, se casó con la princesa Alejandra, nieta de Victoria.

## Condes de Hohenlohe-Langenburg (1610-1764)
- Felipe Ernesto (1584-1628), llevó el título de 1610-1628, hijo de Wolfgang de Hohenlohe (f. 1610).[1]
- Luis Crato (1628-1632)[1]
- Joaquín Alberto (1632-1650) —también Conde de Hohenlohe-Kirchberg—.[1]
- Enrique Federico (1650-1699)[1]
- Cristián Crato (1699-1701) —también Conde de Hohenlohe-Ingelfingen—.[1]
- Federico Eberardo (1699-1701) —también Conde de Hohenlohe-Kirchberg—.[1]
- Alberto Wolfgang (1701-1715)[1]
- Luis (1715-1764)[1]

## Príncipes de Hohenlohe-Langenburg (1764 - al presente)
- Luis (1764-1765)[1]
- Cristián Alberto Luis (1765-1789)[1]
- Carlos Luis (1789-1825)[1]
- Ernesto Cristián Carlos (1825-1860)[1]
- Carlos Luis II (1860)[1]
- Hermann Ernesto Francisco Bernardo (1860-1913)[1][2]
- Ernesto Guillermo Federico Carlos Maximiliano (1913-1950)[1][2]
- Godofredo Hermann Alfredo Pablo Maximiliano Víctor (1950-1960)[1][2]
- Crato Alejandro Ernesto Luis Jorge Emico (1960-2004)[1][2]
- Felipe Godofredo Alejandro (2004-)[1][2]

- Max Leopold Ernst Kraft Peter (n. 2005), Heredero natural.